# RAF Mildenhall

i7
i11
i13
Die Royal Air Force Station Mildenhall (IATA-Code: MHZ, ICAO-Code: EGUN), kurz RAF Mildenhall, ist ein von den United States Air Forces in Europe (USAFE) genutzter Militärflugplatz im Vereinigten Königreich, zwischen Cambridge und Thetford bei Mildenhall in der Grafschaft Suffolk, East Anglia. Die Basis ist neben dem nahe gelegenen RAF Lakenheath eine von zwei verbliebenen USAFE-Basen in England, auf denen noch Einsatzgeschwader beheimatet sind. Lakenheath und Mildenhall bilden den größten Standort der USAFE in Großbritannien, allein in Lakenheath sind etwa 4500 Soldaten und 2000 Zivilisten tätig.
Mildenhall ist Basis von Tankern, Flugzeugen für Spezialeinsätze und Elektronikaufklärern. 

## Geschichte

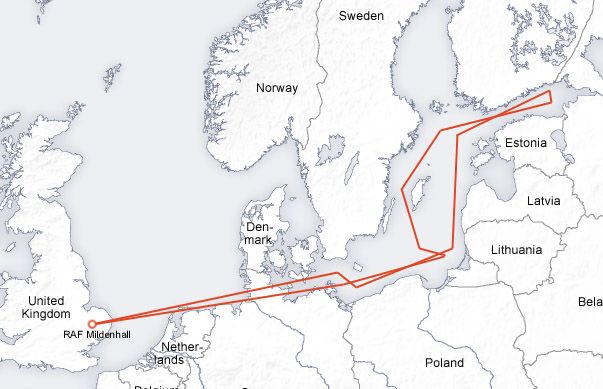
Typische Flugroute von RB-47Hs, um 1957

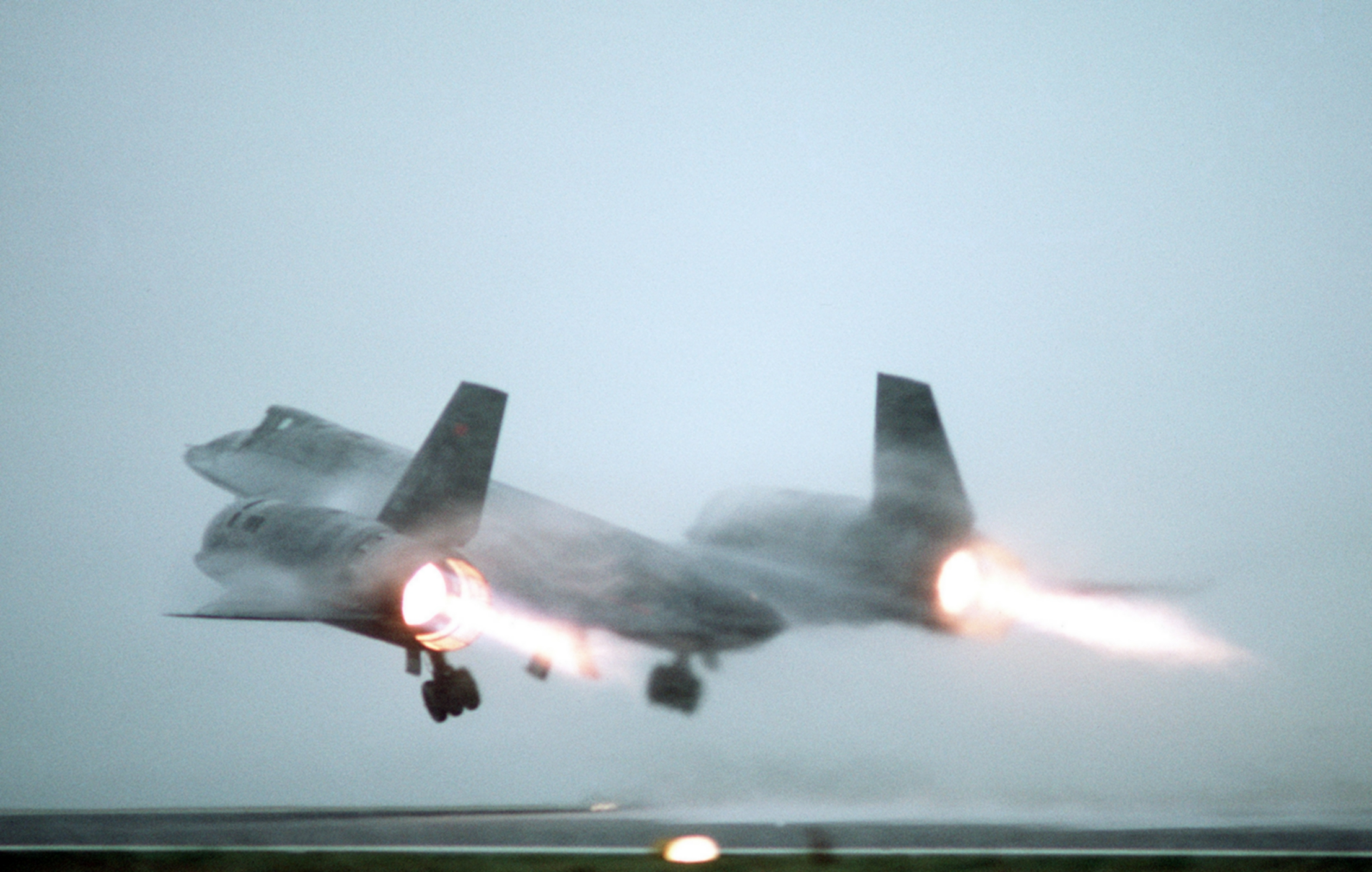
SR-71A beim Start, Mildenhall 1983

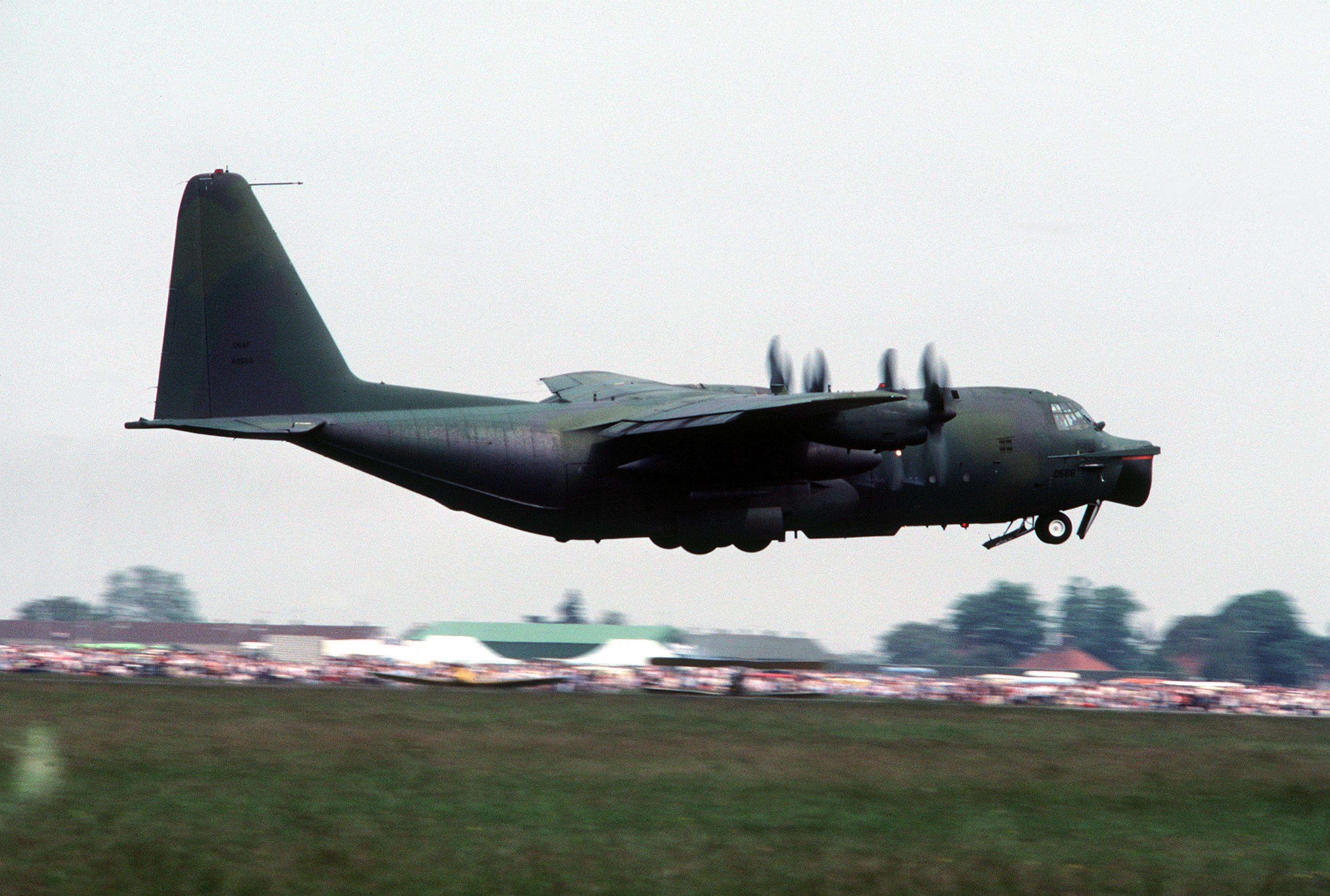
MC-130 beim Überflug, Mildenhall 1984

Die Idee des Baus einer Bomberbasis bei Mildenhall entstand bereits in den 1920er Jahren und nach dem Landerwerb 1929 konnten zwei Jahre später die ersten Gebäude eröffnet werden. RAF Mildenhall wurde schließlich am 16. Oktober 1934 vorzeitig eröffnet und der Start des MacRobertson-Luftrennen konnte vier Tage später von hier erfolgen. Im folgenden Jahr inspizierte König Georg V anlässlich seines silbernen Thronjubiläums 350 versammelte Flugzeuge.
Während des Zweiten Weltkrieges war die Station dem Bomber Command unterstellt, hier befand sich das Hauptquartier der 3. Group und die vorherrschenden Bombertypen waren Wellington, Stirling und Lancaster. Bereits am Abend der Kriegserklärung Großbritanniens an Deutschland am 3. September 1939 flogen drei Wellingtons einen ersten Luftangriff auf Wilhelmshaven. In Folge entstanden drei Satellitenflugfelder in Newmarket, Tuddenham und Lakenheath. Mildenhall selbst erhielt 1943 eine Beton Start- und Landebahn. Die Bilanz Mildenhalls bei Kriegsende aus alliierter Sicht waren 23.000 Tonnen abgeworfene Bomben und 2000 gelegte Seeminen bei über 8000 Feindflügen. Die Station verlor zirka 200 Luftfahrzeuge und über 2000 Besatzungsmitglieder.
Nach dem Krieg wurde RAF Mildenhall zunächst für einige Jahre eingemottet, um mit Beginn des Kalten Krieges ab 1950 als vorgeschobene US-Bomber-Basis des Strategic Air Command reaktiviert zu werden. Hierzu verlegte man regelmäßig ganze Bomber- und Luftbetankungs-Geschwader, mit zum Beispiel Superfortresses, Stratojets oder Stratotankern, für bis zu 90 Tage nach Mildenhall und auch auf den weiter westlich in Oxfordshire gelegenen Flugplatz RAF Upper Heyford.
Die Basis wurde 1959 den USAFE unterstellt und im Laufe der 1960er Jahre verlegten diese erstmals Verbände mit EC-135 und C-130 nach Mildenhall, Flugzeugtypen, die in neueren Baureihen noch heute das Bild Mildenhalls prägen.
In den letzten eineinhalb Jahrzehnten des Kalten Krieges beherbergte die Station zusätzlich das Detachment 4 des 9. Strategic Reconnaissance Wing von der Beale AFB. Dessen Blackbirds flogen regelmäßig Aufklärungsflüge in der Flugüberwachungszone an der innerdeutschen Grenze und über der Ostsee. In diese Zeit fiel auch die Operation El Dorado Canyon (Libyen) im April 1986, die durch Tanker aus Mildenhall unterstützt wurde.
Die bisher in RAF Alconbury stationierte 352d Special Operations Group verlegte 1995 nach Mildenhall. Zu ihr gehörten bis 2007 die 21st Special Operations Squadron (21st SOS), die die MH-53 flog, und zwei Staffeln C-130. Letztere standen in Form der MC-130H bis 2013 bei der 7th SOS und bis Februar 2014 als HC/MC-130P bei der 67th SOS im Dienst. Die ersten CV-22 Osprey trafen im Juni 2013 bei der 7th SOS in Mildenhall ein und im gleichen Jahr begann auch der Austausch der MC-130P durch die MC-130J bei der 67th SOS.
Mildenhall war bis 2003 auch Gastgeber des größten amerikanischen Flugtages in Europa, der „Mildenhall US Air Fete“. Aufgrund der vielen Einsätze, damals begann der Irakkrieg, findet diese Veranstaltung heute nicht mehr statt. 
Anfang 2015 wurde bekannt, dass Mildenhall bis 2022 an die Royal Air Force zurückgegeben werden sollte (später schrittweise auf 2027 verschoben). Die hier stationierten Luftfahrzeuge sollten nach Ramstein, Spangdahlem und RAF Fairford verlegt werden. Da das britische Verteidigungsministerium keinen weiteren Bedarf für das Areal hat, sollte der Flugplatz der zivilen Konversion unterzogen werden. Die Verlegepläne nach Deutschland wurden Mitte 2020 vorerst verworfen.
Im Zusammenhang mit dem Russischen Überfall auf die Ukraine 2022 starteten Tankflugzeuge wie KC-135 und KC-10A auch von Mildenhall zu Einsätzen an der NATO-Ostflanke. Hinzu kamen Aufklärungsflugzeuge wie die RC-135 und E-8A. Neu stationiert wurden hier ab Ende 2024 auch einige C-146A.

## Heutige Nutzung
Die Basis beherbergt zurzeit (2020) die folgenden fliegenden Verbände:
- 100. Air Refueling Wing (Geschwader) mit einer Staffel KC-135R Stratotanker, der 351. Air Refueling Squadron
- 352. Special Operations Wing mit zwei Staffeln, der 7. mit CV-22 Osprey und der 67. Special Operations Squadron mit MC-130J Commando II (seit 2013)
- 95. Reconnaissance Squadron mit elektronischen Aufklärungsflugzeugen RC-135 Rivet Joint, welche zum 55. Geschwader auf der Offutt AFB gehören.

Hinzu kommen nichtfliegende Einheiten.